# Procopius
Procopius (kolem 326 – 27. května 366) byl římský uzurpátor, jenž v letech 365 až 366 vedl povstání proti císaři Valentovi.

## Život
Procopius se narodil někdy okolo roku 326 v Kilíkii. Třebaže jména jeho rodičů nejsou známa, pocházel z významné rodiny a z matčiny strany byl spřízněn s císařem Julianem. Za Constantia II. působil jako notarius a v roce 358 se v této funkci zúčastnil poselstva vyslaného k sásánovskému dvoru v Persii. Později sloužil jako tribun, a když se po Constantiově úmrtí ujal vlády Julianus, povýšil do hodnosti komita.
Během tažení proti perské říši podniknutém v roce 363 Julianus postavil Procopia a Sebastiana do čela 30 000 mužů, s nimiž měli střežit horní Tigris. Posléze se měli spojit s arménským králem Arsakem a vytáhnout na jih, do Asýrie. Podle nepříliš věrohodné pověsti měl tehdy Julianus obdařit Procopia nachovým pláštěm a pro případ své smrti mu přikázal, aby se chopil moci. O několik měsíců později Julianus v Persii zemřel, načež ustupující římské vojsko zvolilo za císaře Joviana.
Prameny se poněkud rozcházejí v dalším líčení Procopiova počínání. Ammianus Marcellinus se zmiňuje o tom, že měl za úkol pochovat Julianovy ostatky v Tarsu. Jakmile to zařídil, ze strachu o svůj život odešel do ústraní a skrýval se v Chalkédónu, odkud docházel do Konstantinopole. Zósimos naproti tomu uvádí, že po nástupu Joviana na trůn se odebral k císaři, jemuž odevzdal roucho darované mu Julianem. Císař poté Procopia na vlastní žádost propustil ze svých služeb a dovolil mu pobývat s rodinou na statcích v kappadocké Kaisareii. Nedlouho nato přešla vláda na bratry Valentiniana I. a Valenta, kteří neprodleně vyslali své lidi, aby Procopia zadrželi. Procopius je ale dokázal přelstít, unikl k Černému moři a přeplavil se na Taurský Chersonésos. Protože stále trpěl obavou, že bude vydán svým pronásledovatelům, rozhodl se odcestovat do Konstantinopole.
Poté, co východní císař Valens opustil Konstantinopol a zamířil do Sýrie, Procopius využil příležitosti, příslibem odměn si naklonil vojáky dvou legií nacházejících se právě ve městě a s jejich přispěním se 28. září 365 prohlásil za císaře. Záhy obsadil senát a vstoupil do císařského paláce, přičemž vsadil do vězení pretoriánského prefekta Nebridia a městského prefekta Caesaria, které nahradil vlastními přívrženci. Z Thrákie získal další vojenské sbory a veliteli své armády ustavil Gomoaria a Agilona, někdejší vysoké důstojníky pod Constantiem. Na Procopiovu stranu se přidala řada jedinců zastávajících důležité posty za Juliana a Constantia, nespokojených s novým režimem. Procopius se ostentativně dovolával své příslušnosti ke konstantinovské dynastii, vůči níž byla dosud pociťována značná oddanost. Před vojáky proto nosíval v náručí malou Constantiovu dceru Constantii a podpory se mu dostalo i od její matky Faustiny, vdovy po císaři.
Valens se dozvěděl o uzurpaci v hlavním městě při zastávce v Kappadokii, kvůli čemuž se odebral do Galacie. Proti Procopiovi vyslal napřed dvě legie, avšak ty od něho odpadly a připojily se k uzurpátorovi. Několik Procopiových stoupenců mezitím vyrazilo do Illyrika s mincemi nesoucími portrét nového císaře. Tamější vojenský velitel Equitius, dosazený Valentinianem, je popravil a zablokoval přístupy z Thrákie na západ. Valentinianus přesto odmítl zasáhnout ve prospěch svého bratra, neboť jeho síly byly plně vázány na Rýně. Valens se ještě před koncem roku pokusil obsadit Nikaiu a Chalkedon, nalézající se v držení Procopia, nicméně jen stěží vyvázl z hrozící pohromy. Donucený vydat uzurpátorovi Bithýnii, vrátil se zpět do Ankyry, kde k němu dorazily posily z Orientu. Procopiovi vojáci pak oblehli a dobyli udatně bráněný Kyzikos. Uzurpátor usiloval o zvětšení své vojenské moci a dožadoval se pomoci Gótů, sídlících severně od Dunaje, jimž připomínal jejich smlouvu s Konstantinem.
V průběhu zimy Valens shromáždil početné vojsko, s nímž na jaře 366 přitáhl k Pessinúntu. Po zajištění tohoto města posádkou se vypravil proti Gomoarovi do Lýdie, kam ho doprovázel také letitý a mimořádně vážený Arbitio, bývalý konzul a Constantiův magister militum. Autorita starého vojevůdce nahlodala loajalitu Gomoarových mužů v bitvě u Thyatiry, načež i se svým velitelem přeběhli do císařova tábora. Valens, posílený tímto přesvědčivým úspěchem, zamířil do Frýgie, kde se srazil s uzurpátorovými silami v bitvě u Thyatiry. Střetnutí rozhodla dezerce Procopiova velitele Agilona, jehož příkladu následovali mnozí vojáci. Procopius se pokusil vyhledat útočiště v okolní krajině, ale jeho průvodci ho náhle spoutali a přivedli k Valentovi. Podle Ammiana byla Procopiovi setnuta hlava a smrt stihla i oba muže, kteří ho zradili. Sókratés Scholastikos a Sozomenos popisují Procopiovu popravu tak, že kati přivázali jeho nohy ke dvěma sehnutým stromům. Když stromy uvolnili, roztrhly uzurpátora na dvě části. Jako datum jeho smrti se uvádí 27. květen 366.